# Fullawaya bulbosa
Fullawaya bulbosa är en insektsart som först beskrevs av Richards 1966.  Fullawaya bulbosa ingår i släktet Fullawaya och familjen långrörsbladlöss. Inga underarter finns listade i Catalogue of Life.